# Швигликова, Виктория
Виктория Швигликова (чеш. Viktorie Švihlíková; 3 июля 1915, Умань — август 2010, Вена) — чешско-австрийская пианистка и клавесинистка.

## Биография
Начала заниматься музыкой у своего отца, харьковского педагога. Окончила Пражскую консерваторию у Вилема Курца (фортепиано), Вацлава Талиха (камерный ансамбль) и Витезслава Новака (композиция), занималась также в Париже у Изидора Филиппа и в Берлине у Карла Адольфа Мартинссена. 
В 1951 году вместе со своим мужем флейтистом Миланом Мунцлингером основала камерный ансамбль «Ars rediviva», в составе которого исполнила и записала многие произведения музыки XVIII века, в том числе все Бранденбургские концерты, Музыкальное приношение и «Искусство фуги» Иоганна Себастьяна Баха, «Апофеоз Корелли» и «Апофеоз Люлли» Франсуа Куперена, сочинения Георга Филиппа Телемана, Антонио Вивальди, Карла Филиппа Эммануэля Баха, Вильгельма Фридемана Баха, Иоганна Христиана Баха, Жана Филиппа Рамо, Франтишека Бенды, Иржи Бенды и др. Исполняла Швигликова и произведения современных композиторов — в частности, Ильи Гурника. Ряд записей осуществлён Швигликовой в ансамбле с Жаном Пьером Рампалем.
С конца 1960-х гг. Швигликова преподавала в Мальмё, а затем в Вене.